# Doridina
Doridina  è uno dei due sottordini in cui vengono attualmente suddivisi i molluschi gasteropodi dell'ordine dei Nudibranchi.

## Descrizione
Le specie di questo sottordine sono caratterizzate dalla mancanza di cerata e da un evidente ciuffo branchiale.

## Tassonomia
Il sottordine è suddiviso in due infraordini, sei superfamiglie e 19 famiglie:
- Infraordine Bathydoridoidei
  - Superfamiglia Bathydoridoidea Bergh, 1891
    - Famiglia Bathydorididae Bergh, 1891
- Infraordine Doridoidei
  - Superfamiglia Chromodoridoidea Bergh, 1891
    - Famiglia Actinocyclidae O'Donoghue, 1929
    - Famiglia Cadlinellidae Odhner, 1934
    - Famiglia Cadlinidae Bergh, 1891
    - Famiglia Chromodorididae Bergh, 1891
    - Famiglia Hexabranchidae Bergh, 1891
    - Famiglia Showajidaiidae Korshunova et al., 2020

  - Superfamiglia Doridoidea Rafinesque, 1815
    - Famiglia Discodorididae Bergh, 1891
    - Famiglia Dorididae Rafinesque, 1815

  - Superfamiglia Onchidoridoidea Gray, 1827
    - Famiglia Aegiridae P. Fischer, 1883
    - Famiglia Akiodorididae Millen & Martynov, 2005
    - Famiglia Calycidorididae Roginskaya, 1972
    - Famiglia Corambidae Bergh, 1871
    - Famiglia Goniodorididae H. Adams & A. Adams, 1854
    - Famiglia Onchidorididae Gray, 1827

  - Superfamiglia Phyllidioidea Rafinesque, 1814
    - Famiglia Dendrodorididae O'Donoghue, 1924 (1864)
    - Famiglia Mandeliidae Valdés & Gosliner, 1999
    - Famiglia Phyllidiidae Rafinesque, 1814

  - Superfamiglia Polyceroidea Alder & Hancock, 1845
    - Famiglia Polyceridae Alder & Hancock, 1845

### Alcune specie

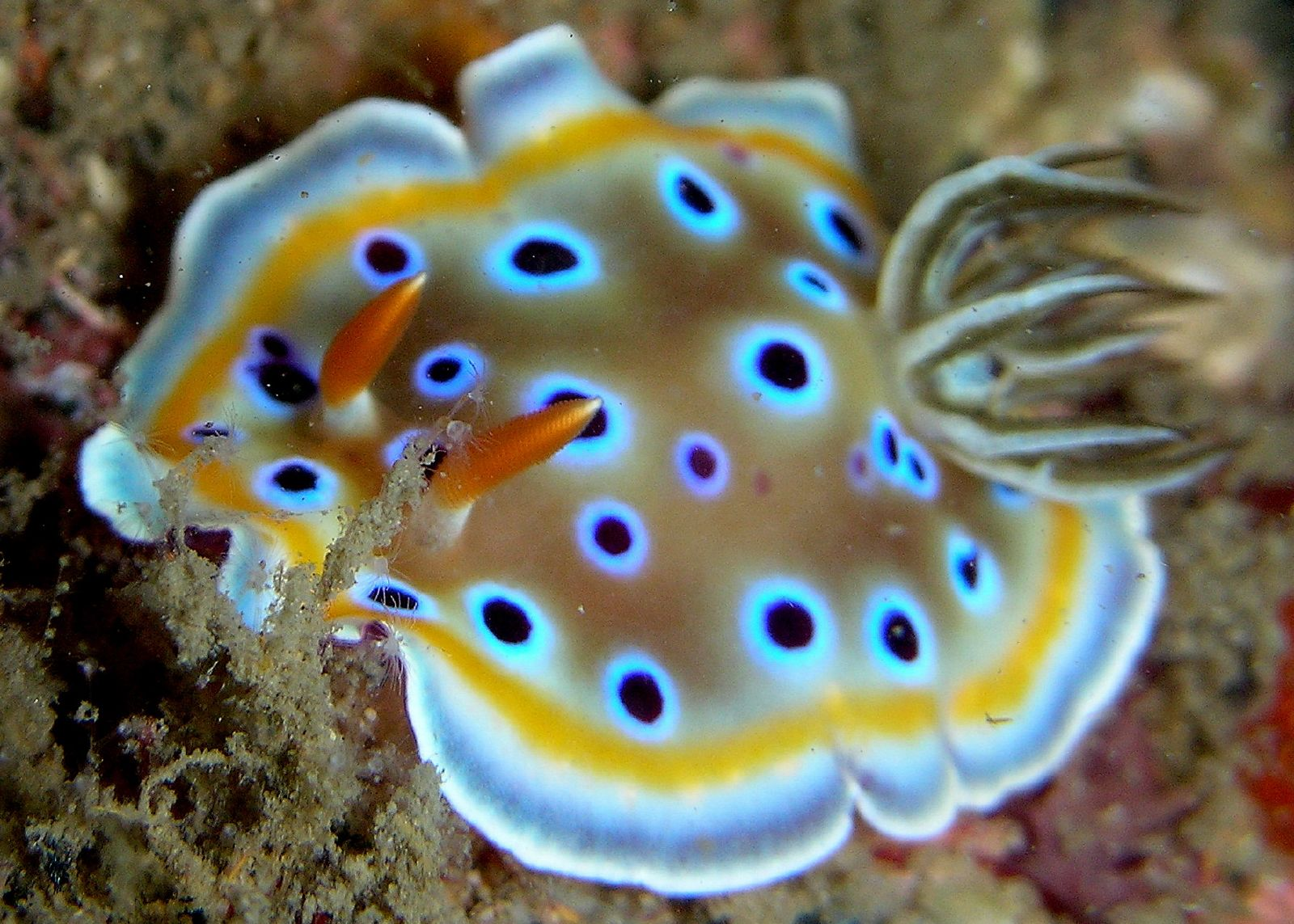
Goniobranchus geminus Chromodoridoidea
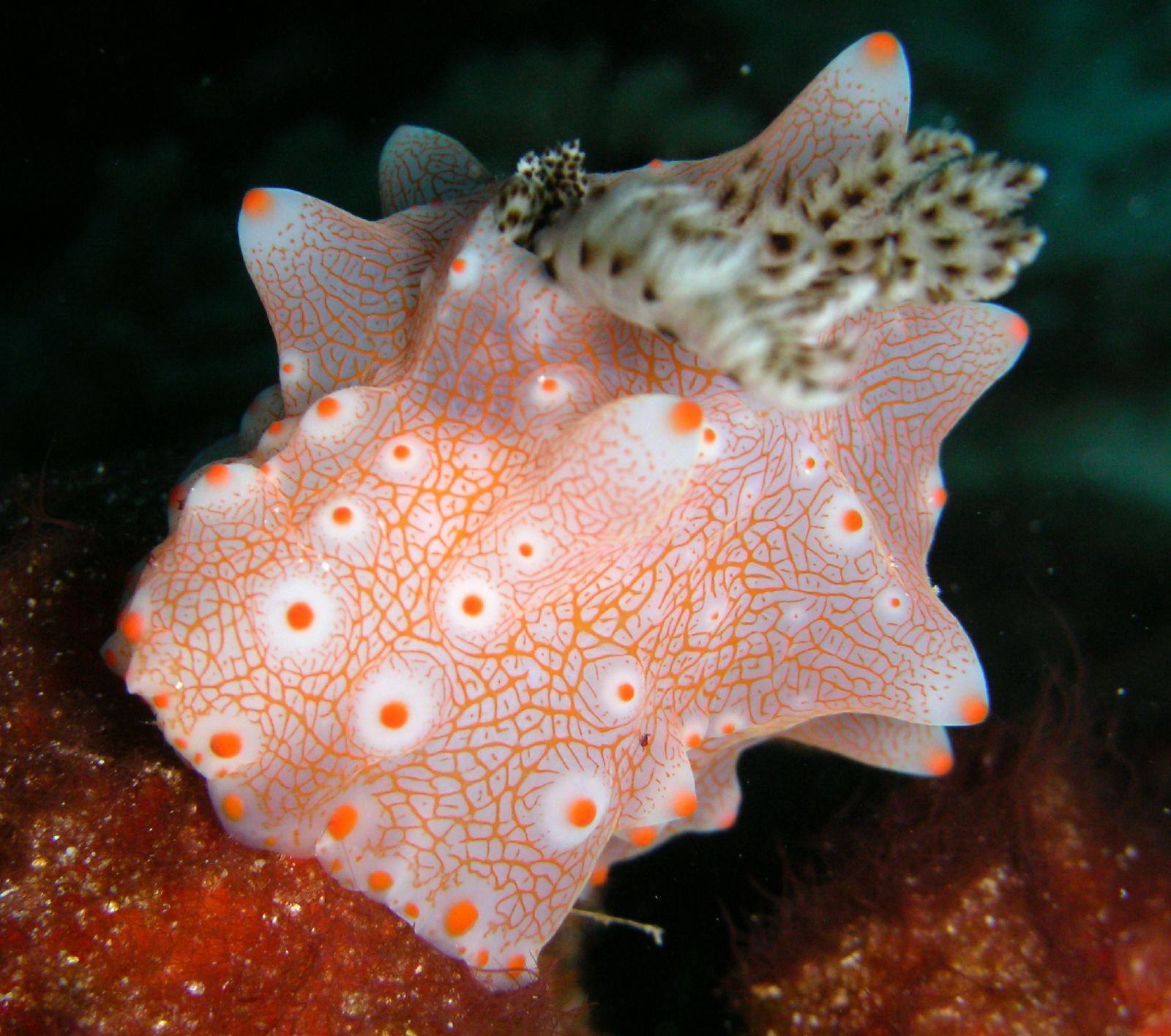
Halgerda batangas Doridoidea
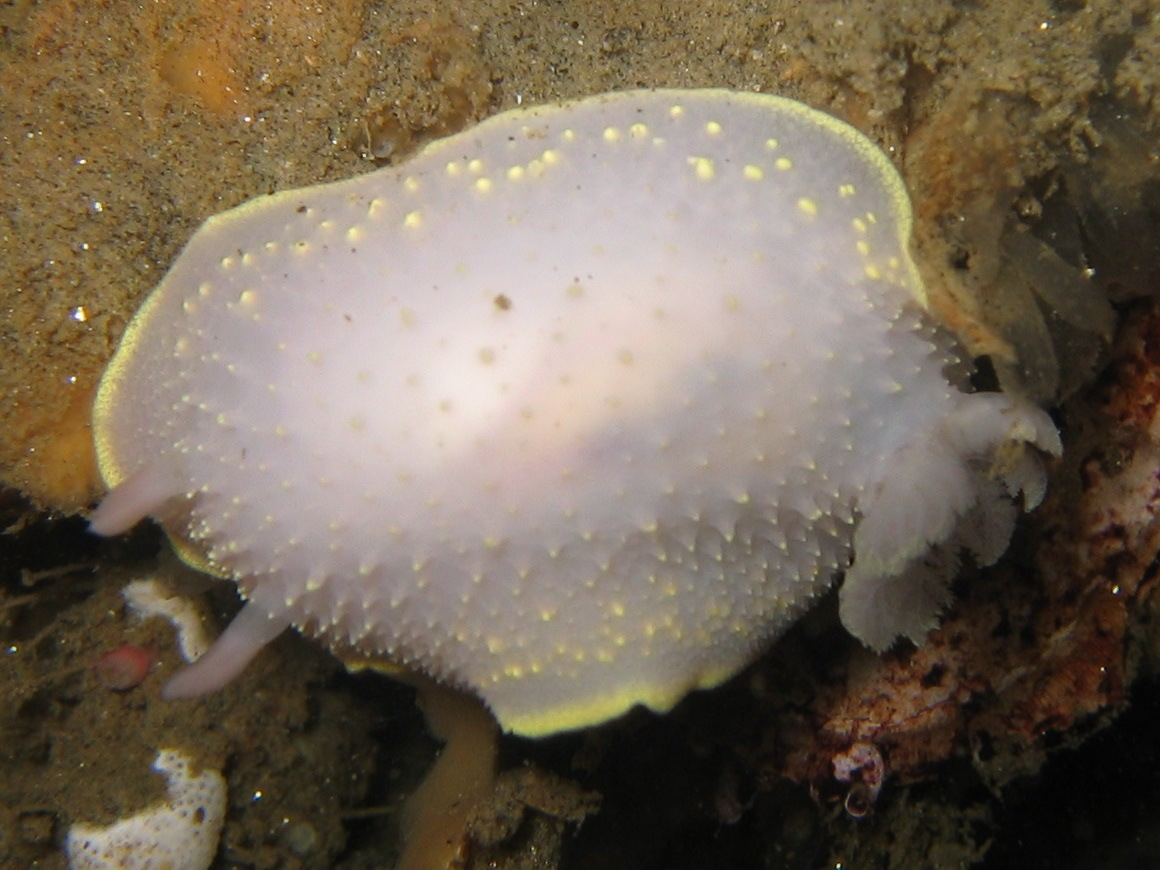
Acanthodoris hudsoni Onchidoridoidea
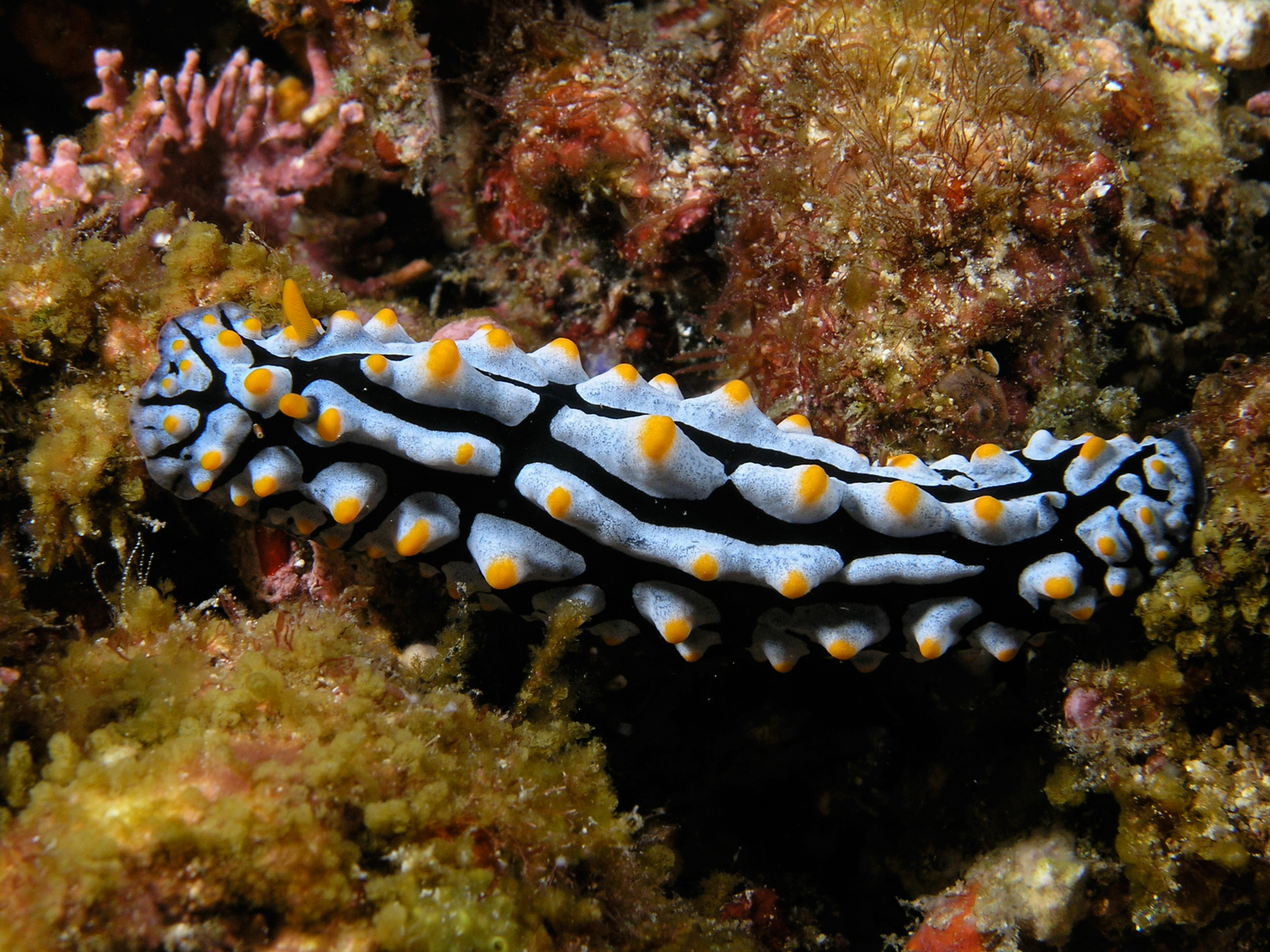
Phyllidia varicosa Phyllidioidea
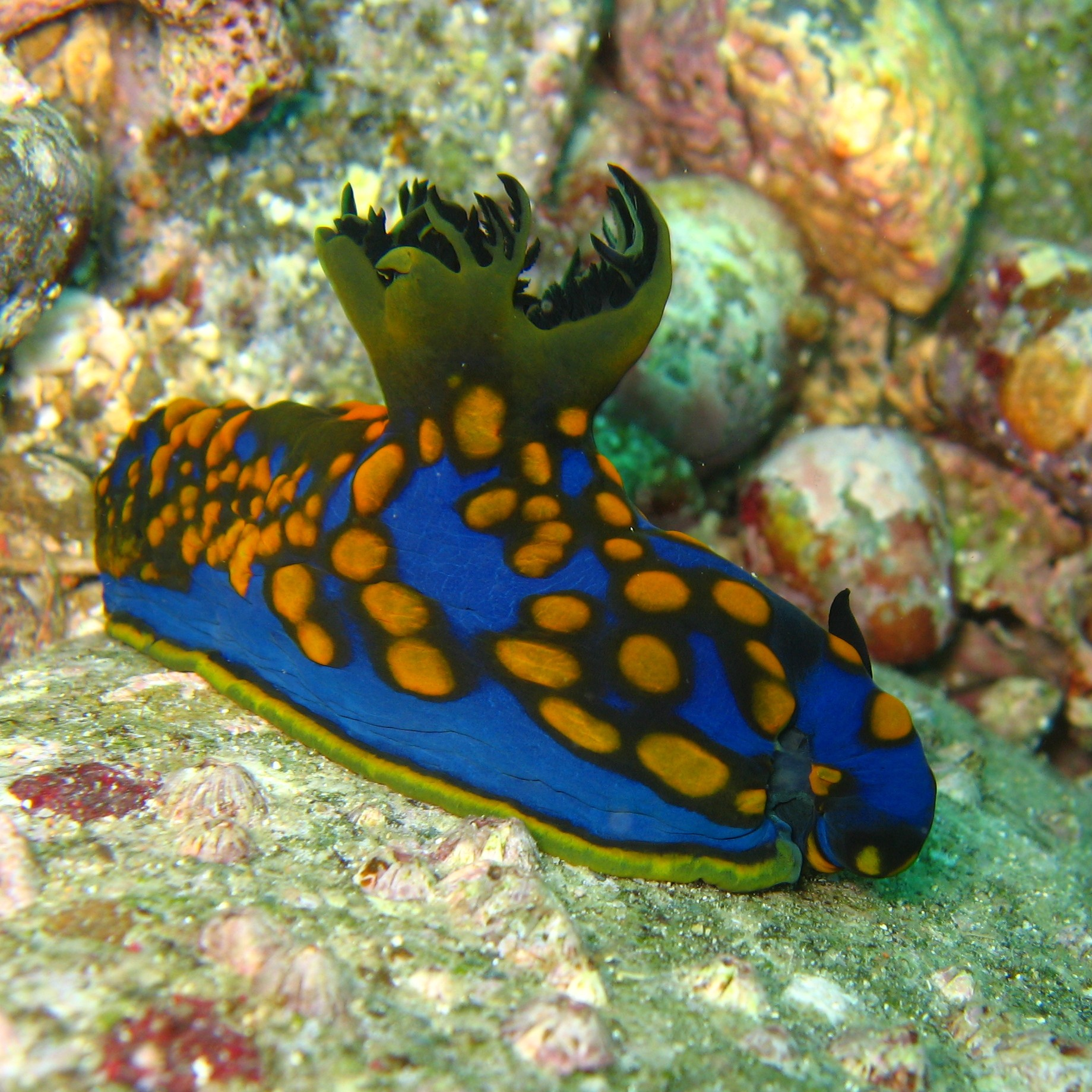
Tambja sagamiana Polyceroidea